# یوگینی کیسین
یِوگینی ایگورویچ کیسین (روسی: Евге́ний И́горевич Ки́син؛ زادهٔ ۱۰ اکتبر ۱۹۷۱) پیانیست موسیقی کلاسیک اهل روسیه است. او از سال ۱۹۸۱ میلادی تاکنون مشغول فعالیت بوده و اجراهایش رپرتوار وسیعی را دربرمی‌گیرد. کیسین به عنوان یک کودک نابغه در جامعهٔ موسیقی به شهرت رسید و اکنون بیشتر با تفسیرهایش از آثار دورهٔ رمانتیک، به‌ویژه آثار فردریک شوپن، سرگئی راخمانینف و فرانتس لیست شناخته می‌شود.
او را به سبب مهارت تکنیکی و انگشت‌گذاری استادانه وارث بزرگ مکتب پیانونوازی روسی دانسته‌اند.